# Theo Alice Ruggles Kitson
Theo Alice Ruggles Kitson (ur. 29 stycznia 1871 w Brookline, zm. w październiku 1932) – amerykańska rzeźbiarka, autorka pomników wojskowych.

## Życiorys
Urodziła się 29 stycznia 1871 roku w Brookline, w stanie Massachusetts. Od dzieciństwa przejawiała znaczny talent, w wieku piętnastu lat zaczęła pobierać lekcje rzeźby u młodego, obiecującego rzeźbiarza Henry’ego Hudsona Kitsona. Rok później zdobyła nagrodę za rzeźbę Head of an Italian Girl podczas wystawy w Bostonie. W 1887 roku wyjechała w towarzystwie matki do Paryża, gdzie uczyła się rysunku u Pascala Dagnan-Bouvereta i Gustave’a Courtois oraz rozwijała się we francuskiej pracowni Kitsona. W 1881 roku, czyli w wieku siedemnastu lat, jej rzeźby Italian Girl i Shepherd Lad zostały wystawione w ramach salonu paryskiego. W 1889 roku zdobyła wyróżnienie podczas wystawy światowej w Paryżu, a rok później, jako pierwsza Amerykanka, otrzymała wyróżnienie w dziedzinie rzeźby w ramach salonu paryskiego. W 1893 roku, w Bostonie, wyszła za mąż za Kitsona.
Specjalizowała się w pomnikach postaci związanych z historią wojskowości. Została pierwszą kobietą przyjętą do amerykańskiego stowarzyszenia National Sculpture Society. Wykonała przeszło 50 rzeźb publicznych zlokalizowanych w różnych zakątkach Stanów Zjednoczonych, współpracowała także z mężem przy znacznej liczbie pomników, jednocześnie zajmując się wychowaniem trójki wspólnych dzieci. Po separacji w 1909 roku rzeźbiarka skupiła się na własnych projektach, tworząc m.in. bostoński pomnik  Tadeusza Kościuszki (1927) na zamówienie lokalnego stowarzyszenia polonijnego. Do jej prac własnych należą pomniki upamiętniające Eseka Hopkinsa czy Mary Ann Bickerdyke.
Jej wykonana z brązu rzeźba The Hiker (właśc. Spanish American War Memorial), którą w 1906 roku zamówił Uniwersytet Minnesoty, stała się jednym z najpopularniejszych pomników wojennych w Stanach oraz symbolem wojny amerykańsko-hiszpańskiej. W następnych latach stworzono około pięćdziesięciu kopii pomnika, które znajdują się m.in. w Oshkosh, Savannah, Nowym Orleanie czy na Cmentarzu Narodowym w Arlington. Rzeźba przedstawiająca piechura gotowego do walki odzwierciedla szowinistycznego ducha Ameryki przełomu wieków.
Kitson zmarła w 1932 roku.

## Galeria

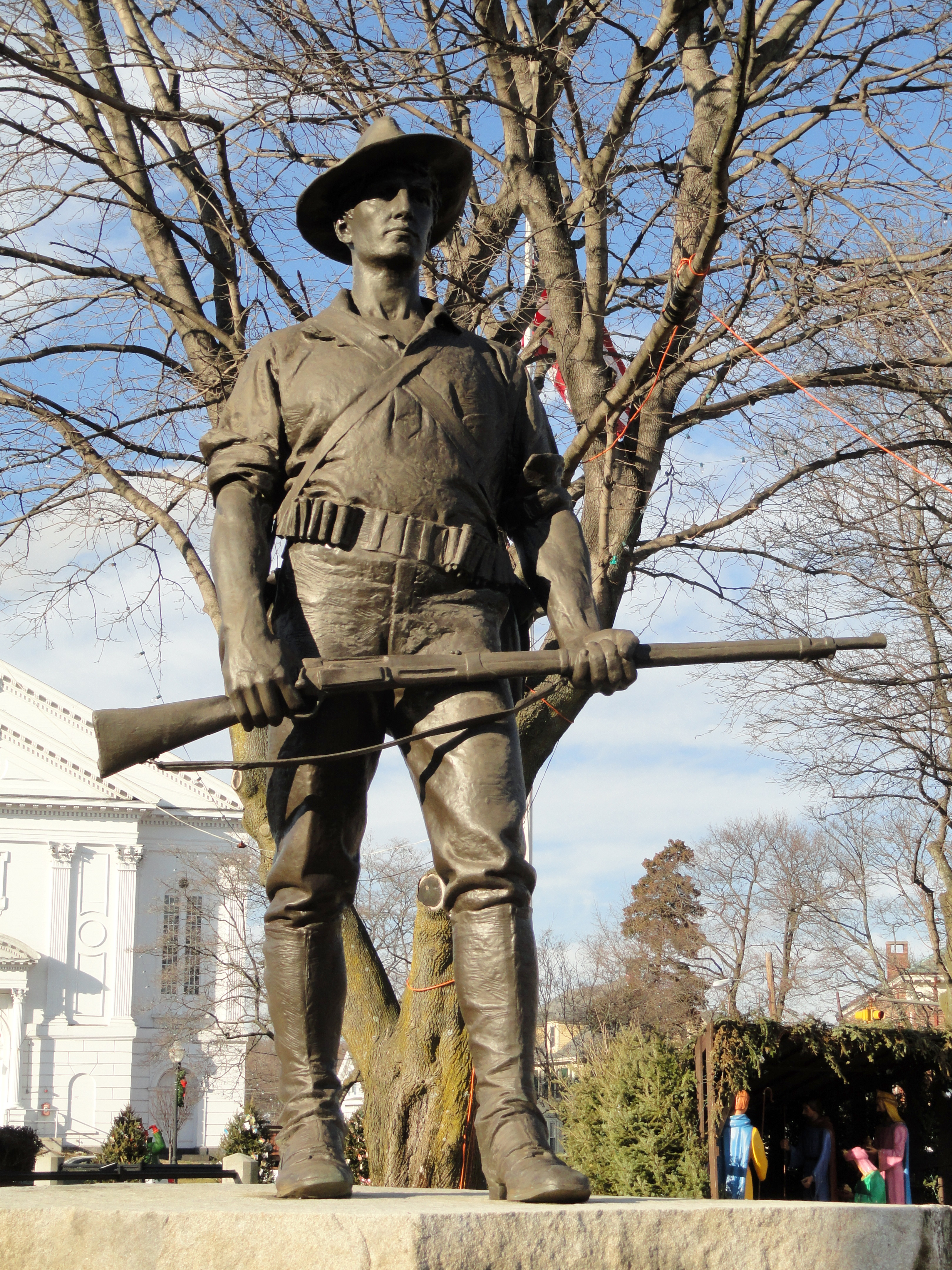
The Hiker, Woburn
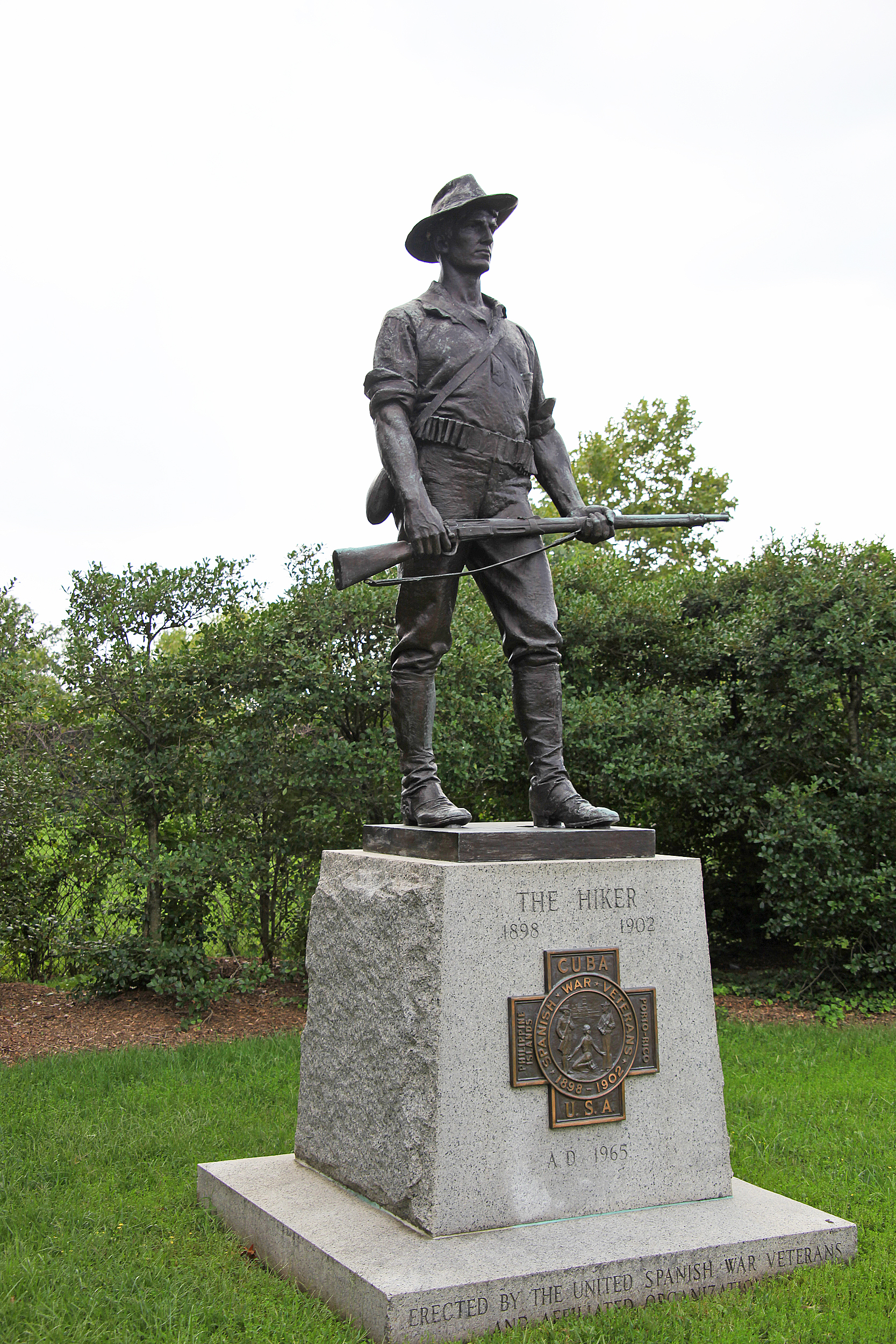
The Hiker, Cmentarz Narodowy w Arlington
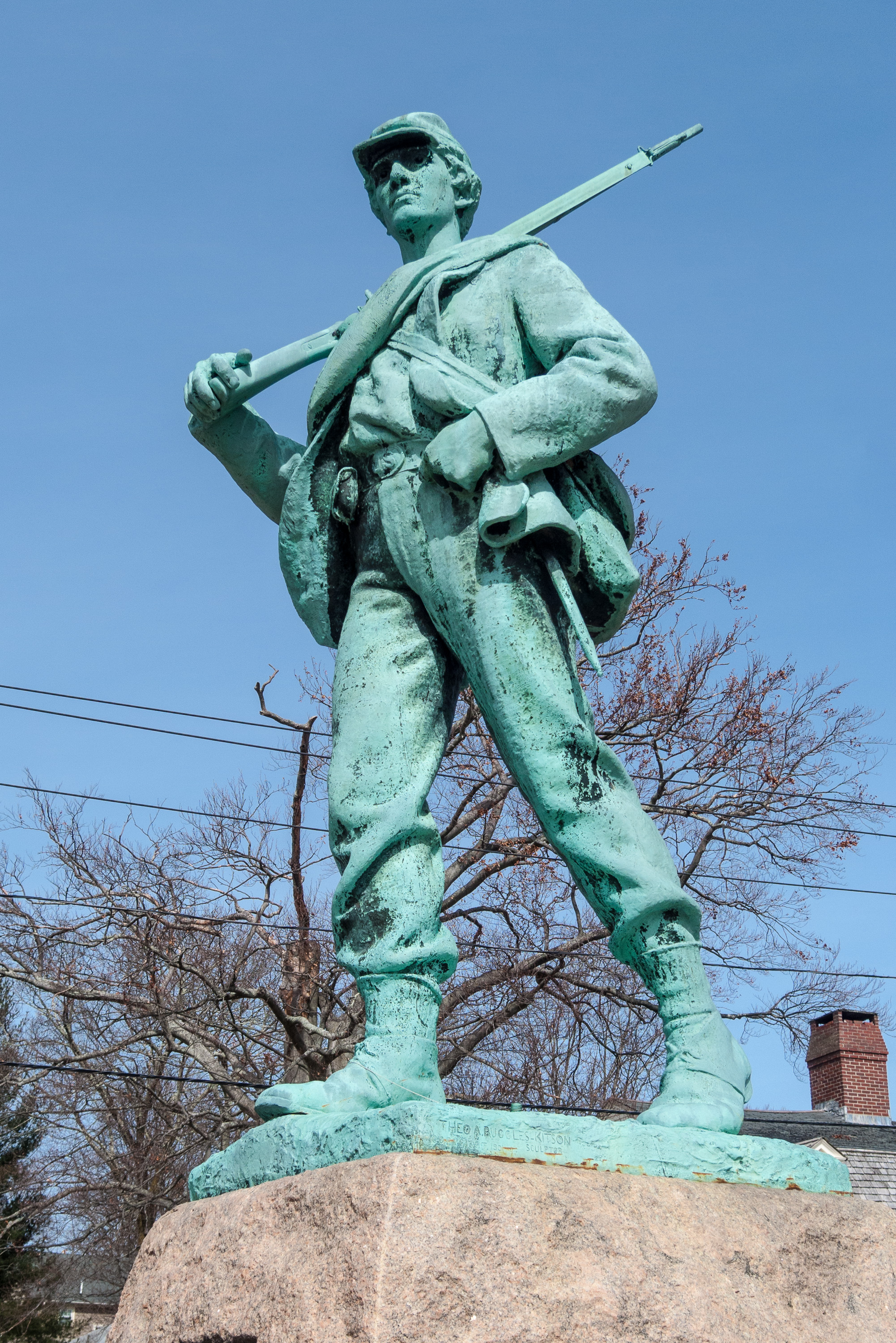
Soldiers and Sailors Monument, 1904, North Providence
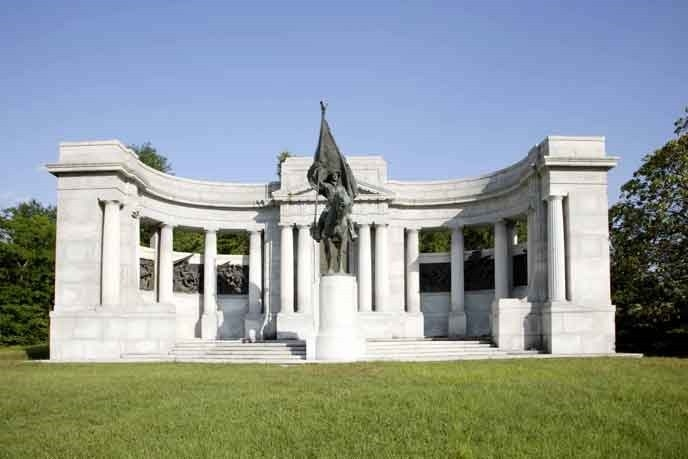
Iowa State Memorial autorstwa małżeństwa Kitsonów, 1911, Vicksburg National Military Park
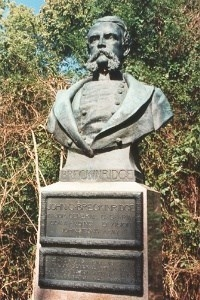
Popiersie przedstawiające Johna C. Breckinridgeʼa, 1913, Vicksburg National Military Park
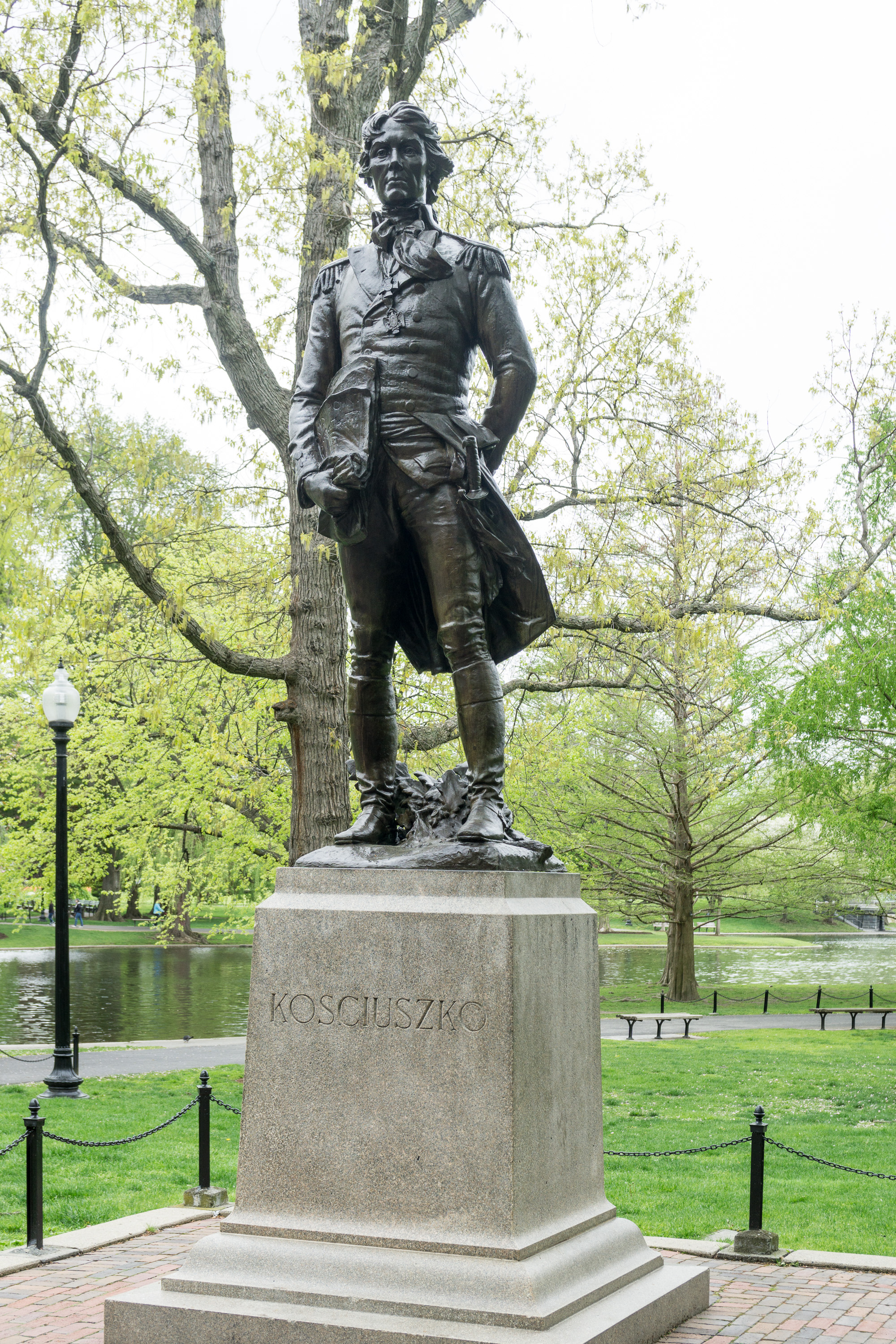
Tadeusz Kościuszko, 1927, Boston Public Garden